# Souleymane Youla
Souleymane Youla (Conakry, 29 novembre 1981) è un calciatore guineano, attaccante dell'Issimo.

## Caratteristiche tecniche
Classica punta centrale con un buon fiuto del gol, spesso attaccante di riferimento in squadra.

## Carriera

### Club

#### Gli inizi
Dopo essere cresciuto calcisticamente in alcuni club del suo paese inizia la sua carriera professionistica nel 1999, quando firmò con i belgi del Lokeren per sostituire il partente Jan Koller che nel frattempo si era trasferito all'Anderlecht. Nella sua prima stagione da professionista ha segnato 9 gol in 14 partite, le ottime prestazioni convinsero l'Anderlecht a fargli firmare un contratto. Qui ha dovuto affrontare una forte concorrenza per il reparto offensivo con giocatori del calibro di Jan Koller, Tomasz Radzinski, Aruna Dindane e Oleg Iachtchouk. Con il club di Bruxelles vi è rimasto solo per una stagione, ma è ricordato dai tifosi soprattutto per il gol segnato nei minuti di recupero contro il Psv Eindhoven nella Champions League 2000-2001, permettendo all'Anderlecht di qualificarsi per i sedicesimi di finale come testa di serie.

#### L'affermazione in turchia e vari club
Nella stagione seguente si trasferisce in Turchia dove firma per il Gençlerbirliği S.K. giocandovi per cinque stagioni rdivenendo una bandiera del club. Il 1º luglio 2005 firma per il Beşiktaş JK, dove trova pochissimo spazio riuscendo a raccogliere 12 presenze e 2 gol prima di essere ceduto in prestito a gennaio del 2006 per 6 mesi ai francesi del Metz dove segna un gol in 16 apparizioni. A fine stagione Beşiktaş e Lille si mettono d'accordo per la cessione a titolo definitivo verso i francesi sulla base di due milioni di Euro dove il giocatore firma un contratto triennale. Dopo ancora una stagione in cui non ha ricevuto molta continuità di gioco, è stato prestato al club turco dell'Eskişehirspor dove ha collaborato con il compagno di reparto Ümit Karan. La stagione successiva, il trasferimento è stato reso permanente. Da allora in poi, Youla ha giocato altre due stagioni in Turchia, rispettivamente con Denizlispor e Orduspor. Dopo la stagione 2010-11, è rimasto svincolato fino al novembre 2012, quando è stato assunto dal team belga Sint-Niklaas per aiutare la squadra a rimane in seconda divisione belga. Dopo un gol in 13 presenze non riesce ad evitare la retrocessione del club in terza divisione e così a luglio 2013 firma un contratto con i francesi dell'Amiens militanti in Ligue 2 ma dopo 5 presenze senza alcuna rete segnata a gennaio 2014 si accasa ai belgi del Tournai militanti in seconda divisione sfiorando di pochissimo la promozione nella massima serie grazie anche ai 4 gol segnati in 11 partite.

#### Ungheria e Stati Uniti
A fine stagione firma un contratto biennale con gli ungheresi della Honvéd militanti in Nemzeti Bajnokság I la massima serie del calcio magiaro, la stagione inizia subito bene segnando 2 reti nei primi 2 incontri terminando la stagione con 9 reti in 26 presenze e divenendo uno dei volti del club. La stagione successiva termina insieme al resto della squadra con una tranquilla salvezza posizionandosi all'ottavo posto con un bottino personale di 5 reti in 29 presenze, alla fine della stagione scaduto il contratto lascia il club di Budapest con 14 reti in 55 presenze.
L'11 giugno 2016, terminato il suo contratto con l'Honvéd, si trasferisce negli Stati Uniti, unendosi agli Indy Eleven, militanti nella North American Soccer League. Con il club di Indianapolis segna già all'esordio avvenuto alla prima giornata di campionato contro il Puerto Rico FC, conclude l'annata al secondo posto in classifica con 2 reti in 13 partite giocate.

#### Ultimi anni
Finita la stagione ad Indianapolis, ritorna in Belgio accordandosi con il Ronse, squadra dell'omonima cittadina militante in Division 2 ovvero la quarta serie nazionale, dopo un solo anno chiuso a metà classifica con un bottino personal di 13 reti in 26 presenze, lascia la squadra per firmare un contratto annuale con il Sint-Eloois-Winkel, aiutando la squadra alla vittoria finale del campionato conquistando così la Division 1. Al termine del campionato si prende una pausa dal calcio giovato per studiare da osservatore. Un anno dopo ritorna al calcio giocato ritornando in Ungheria trovando accordo al Piliscsaba squadra dell'omonima cittadina della Contea di Pest militante in Megyei II ovvero la quinta serie magiara, restando per due stagioni segnando ben 32 gol in 31 partite, nel frattempo diviene osservatore dello Shkupi. Nella stagione 2022-23 sale di categoria cambiando squadra e passando al Lasselsberger-Pereg squadra della cittadina di Kiskunlacháza militante in Megyei I quarta serie magiara. Dopo aver ben figurato segnando 14 gol in 13 presenze, a gennaio 2023 cambia squadra scendendo di categoria e accasandosi fino al termine della stagione con il Tápióság KSK, squadra della capitale del XIII distretto a Pest militante in Megyei III sesta serie del calcio magiaro. Chiude la stagione con uno score di ben 13 gol in sole 8 presenze, dopodiché per la stagione successiva ritorna in quarta serie nella Megyei I rimanendo sempre a Budapest accordandosi con l'Issimo SE squadra del XV distretto.

### Nazionale
Ha esordito con la nazionale della Guinea l'8 marzo del 2000 contro l'Uganda segnando all'esordio la rete del 4-4 nell'incontro valevole per la Qualificazioni al campionato mondiale di calcio 2002. In totale conta in nove anni di militanza in nazionale 36 presenze e 11 reti.

### Allenatore
In contemporanea all'attività di calciatore il 18 febbraio 2021 diviene osservatore dello Shkupi club della massima serie macedone.

## Statistiche

### Presenze e reti nei club
Statistiche aggiornate all'8 aprile 2017.
| Stagione              | Squadra               | Campionato            | Campionato | Campionato | Coppe nazionali | Coppe nazionali | Coppe nazionali | Coppe continentali | Coppe continentali | Coppe continentali | Altre coppe | Altre coppe | Altre coppe | Totale | Totale |
| Stagione              | Squadra               | Comp                  | Pres       | Reti       | Comp            | Pres            | Reti            | Comp               | Pres               | Reti               | Comp        | Pres        | Reti        | Pres   | Reti   |
| --------------------- | --------------------- | --------------------- | ---------- | ---------- | --------------- | --------------- | --------------- | ------------------ | ------------------ | ------------------ | ----------- | ----------- | ----------- | ------ | ------ |
| 1999-2000             | Lokeren               | JL                    | 18         | 9          | CB              | 2               | 1               | Int.               | 4                  | 3                  | -           | -           | -           | 24     | 13     |
| 2000-2001             | Anderlecht            | JL                    | 16         | 1          | CB              | 1               | 0               | UCL                | 4                  | 1                  | SB          | 0           | 0           | 21     | 2      |
| 2001-2002             | Gençlerbirliği        | SL                    | 29         | 9          | TK              | 1               | 0               | CU                 | 2                  | 1                  | -           | -           | -           | 32     | 10     |
| 2002-2003             | Gençlerbirliği        | SL                    | 26         | 11         | TK              | 4               | 3               | -                  | -                  | -                  | -           | -           | -           | 30     | 14     |
| 2003-2004             | Gençlerbirliği        | SL                    | 27         | 16         | TK              | 4               | 2               | CU                 | 7                  | 2                  | -           | -           | -           | 38     | 20     |
| 2004-2005             | Gençlerbirliği        | SL                    | 30         | 14         | TK              | 0               | 0               | CU                 | 2                  | 0                  | -           | -           | -           | 32     | 14     |
| Totale Gençlerbirliği | Totale Gençlerbirliği | Totale Gençlerbirliği | 112        | 49         |                 | 9               | 5               |                    | 11                 | 3                  |             | -           | -           | 132    | 57     |
| 2005-gen. 2006        | Beşiktaş              | SL                    | 12         | 2          | TK              | 0               | 0               | CU                 | 4                  | 4                  |             |             |             | 16     | 6      |
| gen.-giu. 2006        | Metz                  | L1                    | 16         | 1          | CF+CdL          | -               | -               | -                  | -                  | -                  | -           | -           | -           | 16     | 1      |
| 2006-2007             | Lille                 | L1                    | 16         | 2          | CF+CdL          | 3+2             | 1+0             | UCL                | 6                  | 0                  | -           | -           | -           | 27     | 3      |
| 2007-2008             | Lille                 | L1                    | 15         | 0          | CF+CdL          | 1+0             | 0+0             |                    | -                  | -                  | -           | -           | -           | 16     | 0      |
| Totale Lille          | Totale Lille          | Totale Lille          | 31         | 2          |                 | 6               | 1               |                    | 6                  | 0                  |             | -           | -           | 43     | 3      |
| 2008-2009             | Eskişehirspor         | SL                    | 31         | 13         | TK              | 2               | 1               | -                  | -                  | -                  | -           | -           | -           | 33     | 14     |
| 2009-gen. 2010        | Eskişehirspor         | SL                    | 14         | 3          | TK              | 0               | 0               | -                  | -                  | -                  | -           | -           | -           | 14     | 3      |
| Totale Eskişehirspor  | Totale Eskişehirspor  | Totale Eskişehirspor  | 45         | 16         |                 | 2               | 1               |                    |                    |                    |             |             |             | 47     | 17     |
| gen.-giu. 2010        | Denizlispor           | SL                    | 14         | 3          | TK              | 3               | 0               | -                  | -                  | -                  | -           | -           | -           | 17     | 3      |
| 2010-2011             | Denizlispor           | SL                    | 13         | 6          | TK              | 3               | 1               | -                  | -                  | -                  | -           | -           | -           | 16     | 7      |
| Totale Denizlispor    | Totale Denizlispor    | Totale Denizlispor    | 27         | 9          |                 | 6               | 1               |                    |                    |                    |             |             |             | 33     | 10     |
| nov. 2012-2013        | Sint-Niklase          | TK                    | 13         | 1          | CB              | -               | -               | -                  | -                  | -                  | -           | -           | -           | 13     | 1      |
| 2013-gen. 2014        | Amiens                | CN                    | 5          | 0          | CF+CdL          | 0+0             | 0+0             | -                  | -                  | -                  | -           | -           | -           | 22     | 2      |
| gen.-giu. 2014        | Tournai               | TK                    | 11         | 4          | CB              | -               | -               | -                  | -                  | -                  | -           | -           | -           | 11     | 4      |
| 2014-2015             | Honvéd                | NBI                   | 26         | 9          | MK+MLK          | 2+1             | 0+3             | -                  | -                  | -                  | -           | -           | -           | 29     | 12     |
| 2015-2016             | Honvéd                | NBI                   | 22         | 5          | MK              | 3               | 2               | -                  | -                  | -                  | -           | -           | -           | 25     | 7      |
| Totale Honvéd         | Totale Honvéd         | Totale Honvéd         | 48         | 14         |                 | 6               | 5               |                    | -                  | -                  |             | -           | -           | 54     | 19     |
| 2016                  | Indy Eleven           | NASL                  | 13         | 2          | U.S.Cup         | 1               | 0               | -                  | -                  | -                  | -           | -           | -           | 14     | 2      |
| 2017-2018             | Ronse                 | D2                    | 26         | 13         | -               | -               | -               | -                  | -                  | -                  | -           | -           | -           | 26     | 13     |
| 2018-2019             | Sint-Eloois-Winkel    | D2                    | 26         | 8          | -               | -               | -               | -                  | -                  | -                  | -           | -           | -           | 26     | 8      |
| 2020-2021             | Piliscsaba            | MBII                  | 11         | 7          | -               | -               | -               | -                  | -                  | -                  | -           | -           | -           | 11     | 7      |
| 2021-2022             | Piliscsaba            | MBII                  | 20         | 25         | -               | -               | -               | -                  | -                  | -                  | -           | -           | -           | 20     | 25     |
| Totale Piliscsaba     | Totale Piliscsaba     | Totale Piliscsaba     | 31         | 32         |                 | -               | -               |                    | -                  | -                  |             | -           | -           | 31     | 32     |
| 2022-2023             | Lasselsberger-Pereg   | MBI                   | 13         | 14         | -               | -               | -               | -                  | -                  | -                  | -           | -           | -           | 13     | 14     |
| Totale carriera       | Totale carriera       | Totale carriera       | 465        | 177        |                 | 33              | 14              |                    | 29                 | 11                 |             | 0           | 0           | 527    | 202    |

## Palmarès

### Club

#### Competizioni nazionali
- Campionato belga: 1

Anderlecht: 2000-2001
- Supercoppa del Belgio: 1

Anderlecht: 2000
- Coppa di Turchia: 1

Besiktas: 2005-2006
- Division 2: 1

Sint-Eloois-Winkel: 2018-2019